# Faculdade Estadual de Filosofia, Ciências e Letras de Cornélio Procópio
A Faculdade Estadual de Filosofia, Ciências e Letras de Cornélio Procópio mantém cursos de bacharelado em Administração, Ciências Contábeis e Ciências Econômicas, licenciaturas plenas em Ciências Biológicas, Geografia, Letras, Matemática e Pedagogia, e diversos cursos de especialização. É unidade integrante da UENP - Universidade Estadual do Norte do Paraná, e conta com cerca de 2100 alunos.

## Histórico
A ideia da criação da Faculdade nasceu no Lions Club de Cornélio Procópio. Deve-se ressaltar que os membros desse clube de serviço que atuaram mais efetivamente para a concretização dessa ideia foram Benedito Cassilha de Oliveira, Coletor Federal, José Ramos da Silva, médico, Arthur Hoffig, Presidente do Lions Club, fazendeiro e empresário, e Rosário Pitelli, na ocasião, Prefeito Municipal.
O Prefeito Rosário Pitelli nomeou comissão, composta pelos membros já mencionados acima e mais Benedito Carneiro dos Santos, farmacêutico e representante do Rotary Club, Paulo Sidrião de Alencar Freitas, Inspetor Regional de Ensino, José Gomes e nosso querido professor Ananias Antônio Martins, na época, Diretor e Vice-Diretor do Colégio Castro Alves, respectivamente.
Essa comissão dirigiu-se a Curitiba para uma audiência especial marcada com o então Governador Ney Aminthas de Barros Braga, que, a princípio, relutou em atender a reivindicação da cidade. Finalmente, diante da insistência da comissão, prometeu a criação desta instituição de ensino superior.
Com entusiasmo, a Comissão redobrou os esforços para montar o processo necessário para a criação oficial da Faculdade. O Governador enviou mensagem à Assembleia Legislativa, criando a Faculdade como autarquia estadual e os cargos de professores necessários para o funcionamento.
A arregimentação dos docentes qualificados foi um trabalho árduo e persistente. Na época, era muito difícil encontrar professor com curso superior e títulos suficientes para conseguir autorização para lecionar para o 3o grau. No processo de autorização para o funcionamento foram indicados os professores Gino Crês, Aline Bitencourt Arpelau, Dilecta Rubin, Hercília de Paula e Silva de Moraes Sarmento, Giovanni Bozic, Ilza Roselly Xavier de Mendonça, Muricy Domingues, José Romão, Maria Júlia Leite Ribeiro Bueno, Maria da Glória de Rosa, Maria dos Anjos Gomes Ferreira Cintra, Marina Margarida Deliberador, Mauro Campesi, Nivaldo Pregnolato Pinto Nogueira, Oscar Lermenn, Oswaldo Fróes, Pedro Marczak, Silvio Tavares, Tarcísio Negreiros César, Geraldo Ferreira Cintra, Lia Marisa de Lacerda Trevisan, Maristela Soares Cassilha de Oliveira, José Benedito Pinto, José Borsato, José Marczak, Antônio Dorabiallo, Francisco Alfredo Stank, Alberto Naufal, Dino Zambenedetti e Luiz Trajano da Silva.
Cumpre salientar a disponibilidade e a atenção com que o então Secretário de Educação e Cultura, Lauro Rego Barros, recebeu a comissão em dezembro de 1965, época em que o Conselho Estadual de Educação encontrava-se em recesso de suas atividades. Elaborado o processo para autorização de funcionamento, o Secretário de Educação e Cultura convocou os Conselheiros em férias. Reunido o Conselho, foi designado pelo seu Presidente, Cel. Carvalhido, uma comissão para estudar e relatar as condições de funcionamento. Durante três dias a comissão permaneceu em Cornélio Procópio, verificando as condições do prédio, da biblioteca e das demais exigências legais.
Finalmente, em março de 1966, o Conselho Estadual de Educação aprovou o processo de funcionamento da Faculdade, que fora criada por lei aprovada pela Assembleia Legislativa, com os cursos de Pedagogia, Letras Anglo-Portuguesas, Licenciatura em Ciências e Geografia.
Após a realização do seu primeiro teste vestibular, a Faculdade iniciou suas atividades docentes, em 2 de maio de 1966, com os cursos de licenciatura plena em Geografia, Letras e Pedagogia, e curta em Ciências.
Nestes muitos anos decorridos, a Faculdade cresceu e passou por algumas mudanças, como em 1970, quando, por decreto governamental, foi transformada em fundação de direito público.
Em 21 de junho 1972, foi oficialmente reconhecida pelo Conselho Federal de Educação - CFE, com autonomia didático-científico-administrativa, financeira e disciplinar, regendo-se por Regimento, pelas resoluções de seus conselhos superiores, por Estatuto e pela legislação em vigor. Simultaneamente, foram reconhecidos os cursos de Geografia, Letras Anglo-Portuguesas, Letras Franco-Portuguesas (criada algum tempo depois do início de funcionamento da Faculdade), Letras Vernáculas, Pedagogia e Licenciatura em Ciências, autorizada a expedir diplomas com validade legal em todo o território nacional.

## Desenvolvimento
Ainda no decorrer do ano de 1972, a Faculdade encaminhou processo solicitando a criação de dois novos cursos: Matemática e Ciências Biológicas. Com pareceres favoráveis do Conselho Estadual de Educação e do Secretário da Educação e Cultura, Dr. Cândido Manuel Martins de Oliveira, em 28 de fevereiro de 1974 foi autorizado o funcionamento dos dois cursos.
Em 1975, nossa Faculdade entrou com pedido, junto ao CFE, para a aprovação de novo Regimento contendo a adaptação do curso de Licenciatura em Ciências, com a criação das habilitações de Física, Química, Biologia e Matemática, consoante com a Resolução no 30/74 e o art. 16, da lei no 5540. Ocorrendo a homologação do voto favorável do relator, a Câmara do Ensino Superior - CESu - encaminhou parecer ao CFE que, em sessão plenária, decidiu pela aprovação do novo Regimento, assim como pela redução, para trezentos, do número total de vagas oferecidas para as habilitações.
As referidas habilitações foram analisadas para fins de reconhecimento, em 1976, resultando dessa apreciação a aceitação do art. 30, do Regimento da Faculdade, sendo reconhecido, através de Decreto, o curso de Licenciatura em Ciências, com habilitações em Matemática, Química e Biologia, em 23 de junho de 1977. O referido decreto deixou de reconhecer a habilitação em Física, pela inexistência de alunos no período anterior, em que não havia funcionado.
Somente em 1979, o CEF, após consulta à CESu, emitiu parecer favorável ao reconhecimento do curso de Ciências - habilitação em Física, com a manutenção das 75 vagas anuais. O Decreto no 83566, de 11 de junho de 1979, concedeu reconhecimento a habilitação de Física do curso de Ciências de nossa Faculdade.
Nesse mesmo ano, 1979, em 17 de maio, o Secretário de Estado da Educação e da Cultura, Dr. Eleutério Dallazem, autorizou o funcionamento do curso de Administração, com habilitações em Administração de Empresa e Administração Rural, e de Ciências Econômicas. A direção da Faculdade havia formalizado petição, obtendo parecer prévio favorável aprovado na sessão de 6 de outubro de 1978, objetivando a criação desses cursos, com a condição da paulatina desativação dos cursos de Licenciatura em Letras Vernáculas e em Geografia.
A Faculdade, no ano de 1980, consoante o disposto no art. 14, da Deliberação no 66/72 do Conselho Estadual de Educação, independendo, portanto, de obtenção de parecer técnico prévio, formalizou petição para criação do curso de Ciências Contábeis. O Secretário de Estado da Educação, Dr. Edson Machado de Souza, homologou o parecer favorável ao funcionamento, em 22 de dezembro de 1980. No ano seguinte, no dia 16 de fevereiro de 1981, o curso de Ciências Contábeis foi autorizado a funcionar.
O Conselho Estadual de Educação emitiu parecer favorável ao reconhecimento dos cursos de Ciências Econômicas, Administração, com habilitações em Administração de Empresas e Administração Rural, e Ciências Contábeis, em 29 de junho de 1983; o Secretário de Estado da Educação homologou esse parecer em 11 de julho de 1983; e a Ministra de Estado da Educação e Cultura, Esther de Figueiredo Ferraz, em 15 de setembro de 1983, concedeu reconhecimento aos cursos de Ciências Econômicas, Administração, com habilitações em Administração de Empresas e Administração Rural, e Ciências Contábeis.
Em 16 de julho de 1991, nossa Faculdade, que havia sido transformada em fundação em 1970, foi novamente convertida em autarquia e, a partir do ano letivo de 1994, foi restaurado o sistema acadêmico de regime seriado, que vigora até o presente, em substituição ao regime de créditos, que vigorava desde 1972.
Em 12 de novembro de 1993, por decisão do Conselho Estadual de Educação, um parecer nos comunicou que deveríamos desativar temporariamente o curso de Ciências Econômicas e as habilitações em Física, Química e Biologia do curso de Licenciatura em Ciências, por um período de dois anos, e promover a redução do número de vagas autorizadas.
A Faculdade, via Secretaria de Estado, Ciência, Tecnologia e Ensino Superior, recorreu solicitando reconsideração do parecer, que foi negada pelo Conselho. Por um mal-entendido, somente o curso de Ciências Econômicas foi desativado a partir de 1994; as habilitações de Física, Química e Biologia continuaram funcionando, sendo a realização de concurso vestibular suspensa somente a partir de 1996, por prazo indeterminado.
Com início no ano letivo de 1994, modificamos o regime acadêmico, que era o Sistema de Créditos, com a implantação Sistema Acadêmico de Regime Seriado.
Em 1995, a Direção da Faculdade solicitou ao Conselho Estadual de Educação autorização para reativar os curso de Geografia, sem realização de vestibulares desde 1979, e de Ciências Econômicas, desativado desde 1994. Apesar das justificativas apresentadas e verificação in loco, a Câmara de Ensino Superior emitiu parecer desfavorável para a reativação do curso de Geografia, mas fomos bem sucedidos quanto à reativação do curso de Ciências Econômicas. Assim, através do Parecer no 274/95, de 6 de dezembro de 1995, obtivemos autorização para realizarmos concurso vestibular, a partir de 1996, para o curso de Ciências Econômicas.
Desde 2006, a FAFICOP passou a integrar a UENP - Universidade Estadual do Norte do Paraná, juntamente com a FAFIJA - Faculdade Estadual de Filosofia de Jacarezinho, FAEFIJA - Faculdade de Educação Física e Fisioterapia, FUNDINOPI - Faculdade de Direito do Norte Pioneiro, ambas também de Jacarezinho, e a FALM - Faculdades Luiz Meneghel, de Bandeirantes.
Atualmente (2008), todos os cursos ministrados na FAFICOP são oficialmente reconhecidos.